# Onchocercidae
Onchocercidae (Chabaud e Anderson, 1959) è una famiglia di nematodi della superfamiglia Filarioidea. Questa famiglia comprende alcuni dei più pericolosi parassiti che possono infettare l'uomo causando malattie devastanti come la filariasi linfatica, la oncocercosi, la loiasi e altre filariasi.

## Generi e specie rappresentativi
La tassonomia dei nematodi dell'ordine dei spirurida è in continuo mutamento, la famiglia onchocercidae comprende circa 70-80 specie.
Generi
- Acanthocheilonema
  - Acanthocheilonema viteae (parassita dei gerbillinae in Europa dell'est, Iran e Nordafrica.)
- Brugia
  - Brugia malayi (parassita dell'uomo causa di alcune filariasi)
  - Brugia pahangi (parassita del gatto domestico e di alcuni animali selvatici)
  - Brugia timori (causa della filariasi di timor nell'uomo)
- Cercopithifilaria
  - Cercopithifilaria johnstoni (Parassita di roditori e canguri in Australia)
- Dipetalonema
  - Dipetalonema reconditum (parassita dei cani, e occasionalmente dell'uomo)
  - Dipetalonema repens (parassita dei cani, e occasionalmente dell'uomo)
- Dirofilaria
  - Dirofilaria immitis (causa di danni al cuore nei cani, nei gatti e occasionalmente nell'uomo).
  - Dirofilaria repens (Parassita dei cani, occasionalmente dell'uomo)
  - Dirofilaria tenuis (parassita dei procioni, raramente infetta l'uomo)
  - Dirofilaria ursi (parassita degli orsi, occasionalmente degli umani)
- Elaeophora
  - Elaeophora abramovi (Parassita dell'alce in Russia)
  - Elaeophora bohmi (Parassita dei cavalli in Austria e in Iran)
  - Elaeophora elaphi (Parassita del cervo rosso in Spagna)
  - Elaeophora poeli (Parassita di vari bovini in Africa e Asia)
  - Elaeophora sagitta (Parassita di numerosi mammiferi in Africa)
  - Elaeophora schneideri (Parassita di alcuni ruminanti in Nordamerica)
- Foleyella
  - Foleyella furcata (Parassita della lucertola)
- Litomosa
  - Litomosa westi (Parassita dei pipistrelli)
- Litomosoides
  - Litomosoides brasiliensis (parassita dei pipistrelli)
  - Litomosoides scotti (parassita del Oryzomys palustris)
  - Litomosoides sigmodontis (parassita dei roditori)
  - Litomosoides wilsoni (parassita dell'opossum)
- Loa
  - Loa loa (parassita dell'uomo, responsabile della loiasi)
- Mansonella
  - Mansonella ozzardi (parassita dell'uomo in America centrale e Sudamerica)
  - Mansonella perstans (Parassita dell'uomo e dei primati in Africa e Sudamerica)
  - Mansonella streptocerca (Parassita dell'uomo in Africa)
- Ochoterenella
  - Ochoterenella digiticauda (parassita degli anfibi)
- Onchocerca
  - Onchocerca gibsoni (parassita dei bovini in Asia e Australia)
  - Onchocerca gutturosa (parasite di bovini in Africa, Europa, and Nordamerica)
  - Onchocerca volvulus (parassita dell'uomo in Africa, responsabile dell'oncocercosi)
- Piratuba
  - Piratuba digiticauda (parassita degli anfibi)
- Sarconema
  - Sarconema eurycerca (parassita dei cigni)
- Waltonella
  - Waltonella flexicauda (parassita della rana toro)
- Wuchereria
  - Wuchereria bancrofti (parassita dell'uomo)
  - Wuchereria kalimantani (parassita delle scimmie in Indonesia)